# Генеральні директори Всесвітньої асоціації есперанто
Посада генерального директора Всесвітньої асоціації есперанто (есп. Universala Esperanto-Asocio Universala Esperanto-Asocio, UEA) впродовж усього існування есперанто-руху мала різні назви. Після Всесвітнього конгресу есперантистів 1980 року в Стокгольмі посада генерального директора вважається головною виконавчою посадою UEA.

## Історія

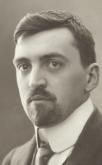
Гектор Годлер, 1917

У 1908 році Гектор Годлер був призначений главою адміністративного відділу UEA, і з цього моменту ведеться відлік директорів центрального офісу UEA. З 1920 по 1924 роки Ганс Якоб перебував на посаді «генерального секретаря UEA», згідно зі статутом UEA, який діяв на той час.
Після Всесвітнього конгресу есперантистів у Кельні в 1933 році до відставки Г.Якоба в 1934 році, в UEA було два директора, один з яких керував внутрішніми, а інший — зовнішніми справами UEA. Після розколу 1936 року в есперанто-русі, під час діяльності Міжнародної есперанто-ліги (1936—1947), головна посада UEA називалася «секретар» (за аналогією з англ. secretary), її займав Чарльз Сесіл Голдсміт. Назва «секретар» для головної виконавчої посади зберігалося і в об'єднаній UEA з 1947 по 1955 роки. У 1956 році статут UEA був знову змінений, і головна виконавча посаду отримала назву «директор».
Наприкінці 1970-тих років UEA створила мережу своїх представництв по всьому світу; поряд із Центральним офісом в Роттердамі були створені офіси в Антверпені (1976), Нью-Йорку (1977) і Будапешті (1983). У кожного з цих офісів був свій директор, й таким чином, виникла необхідність мати керівника всієї мережі представництв. Таким керуючим (генеральним) директором з 1981 року став Віктор Седлер, а директором Центрального офісу став Сімо Мілоєвич. З 2002 року генеральний директор виконує також функції керівника Центрального офісу.

## Керівництво UEA в 1908—1936/1947 роках
З 1908 року офіс керівництва UEA розташовувався в Женеві, за винятком нетривалого періоду в 1919—1920 роках. Після розколу есперанто-руху в 1936 році UEA продовжувала існувати (так звана «Женевська UEA»), але втратила більшу частину своїх членів і національних об'єднань. Директорами UEA в цей час були:
- 1908—1919: Гектор Годлер
- 1919—1920: Едуард Штеттлер (Берн)

- 1920—1934: Ганс Якоб (до 1924 року «генеральний секретар» згідно зі статутом на той час)
- 1934—1936: Роберт Кройц (помер в січні 1936 року)
- 1936: Михайло Віттенберг (березень — травень 1936 року)
- 1936: Сесіл Чарльз Голдсміт (Женева / Лондон)
- 1936—1947: Ганс Якоб (до 1937 року в якості «адміністратора»).

## Міжнародна есперанто-ліга— 1936—1947 роки
Міжнародна есперанто-ліга за всю свою 11-річну історію мала тільки одного директора (секретаря) — С.Голдсміта. З кінця 1936 року її офіс розташовувався в містечку Геронсгейт (графство Гартфордшир) неподалік від Лондона.
- 1936—1947: Сесіл Чарльз Голдсміт

## Керівництво UEA в 1947—1955 роках
Після об'єднання UEA, до 1955 року головний офіс організації розташовувався, як і раніше в Геронсгейті, а назва головної виконавчої посади була «секретар». Згідно зі статутом UEA від 1955 року цю посаду перейменовано на «адміністратора». У 1947—1955 роках її займали:
- 1947—1955: Сесіл Чарльз Голдсміт
- 1954—1955: Джон Реплі
- 1955: Маріанна Вермаас

## Керівництво UEA у роттердамський період (з 1955 року)

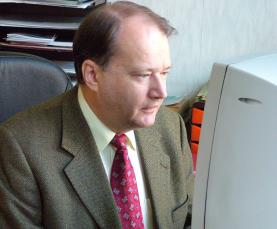
Осмо Буллер, 2005 рік

У жовтня 1955 року головний офіс UEA переїхав до Роттердама, Нідерланди. Згідно зі статутом UEA від грудня 1956 року, головна виконавча посада організації знову стала називатися «директор», як і в UEA до об'єднання.
- 1955—1968: Маріанна Вермаас (з 1956 року — «директор»)
- 1968—1983: Віктор Седлер (з 1981 року — «генеральний директор»)
- 1983—1995: Сімо Мілоєвич
- 1996—2002: Осмо Буллер
- 2002—2004: Тревор Стіл
- З 2004 року: Осмо Буллер.